# Mine d'Onca Puma
La mine d'Onca Puma est une mine de nickel située au Brésil dans la municipalité d'Ourilândia do Norte au Pará. Elle est gérée par Vale et a ouvert en 2010.